# Стадио Ренцо Барбера
Стадио Ренцо Барбера (преди и все още познат като Стадио Ла Фаворита) е футболен стадион в Палермо, Италия. Това е и клубното съоръжение на футболния отбор УС Чита ди Палермо. Стадионът е открит на 24 януари 1932 г. и е бил кръстен Стадио Литорио в почит на фашизма. Мачът на откриването е между отборите на Палермо и Аталанта, завършил с победа за домакините с 5-1. През 1936 стадионът е прекръстен на Стадио Микеле Мароне в памет на войник убит по време на Испанската гражданска война. Името е сменено отново след Втората Световна Война на Стадио Ла Фаворита.
През 1984 се провежда голяма реконструкция, която включва добавяне на втори ред, с което капацитетът се увеличава на 50 000. Максималният капацитет е бил достиган два пъти – в мач от Серия Ц1 срещу Месина и в приятелски мач срещу Ювентус. През 1990 приключила още една реконструкция, за да може стадионът да приеме мачове от Световното първенство по футбол 1990. Заради това капацитетът е намален до настоящите 36 349 места.
На 18 септември 2002 г. стадионът е кръстен на Ренцо Барбера, бивш директор на Палермо, по време на последния сезон на отбора в Серия А.
|  | Тази страница частично или изцяло представлява превод на страницата Stadio Renzo Barbera в Уикипедия на английски. Оригиналният текст, както и този превод, са защитени от Лиценза „Криейтив Комънс – Признание – Споделяне на споделеното“, а за съдържание, създадено преди юни 2009 година – от Лиценза за свободна документация на ГНУ. Прегледайте историята на редакциите на оригиналната страница, както и на преводната страница, за да видите списъка на съавторите. ВАЖНО: Този шаблон се отнася единствено до авторските права върху съдържанието на статията. Добавянето му не отменя изискването да се посочват конкретни източници на твърденията, които да бъдат благонадеждни. |